# Tiếng Tausug
Tiếng Tausug (Tiếng Tausug: Bahasa Sūg, tiếng Mã Lai: Bahasa Suluk) là ngôn ngữ của người Tausug, một ngôn ngữ được nói tại tỉnh Sulu của Philippines và những người Tausug tại Malaysia và Indonesia.
Tiếng Tausug được sử dụng rộng rãi trên Quần đảo Sulu (gồm 3 tỉnh Basilan, Sulu và Tawi-Tawi), và Bán đảo Zamboanga, miền nam Palawan. Ngôn ngữ này có quan hệ gần gũi với tiếng Butuanon ở đông bắc của đảo Mindanao. Tên gọi của ngôn ngữ này trong tiếng Tausug là Bahasa Sūg, có nghĩa là "ngôn ngữ của Sūg", Suk là khu vực mà ngôn ngữ này được sử dụng (Sulu).
Tiếng Tausug được phân loại thuộc nhóm ngôn ngữ Philippine của ngữ tộc Malay-Polynesia trong hệ ngôn ngữ Nam Đảo .

## Chữ viết
Tiếng Tausug trước đây được viết bằng chữ Ả Rập. Chữ viết được sử dụng được đưa vào khi các ngôn ngữ ở Malaysia ngày nay bắt đầu dùng chữ Jawi, một biến thể của chữ Ả Rập. Tuy vậy, chữ cái Ả Rập dùng trong tiếng Tausug có nhiều khác biệt.